# Spółgłoska szczelinowa
Spółgłoski szczelinowe (spółgłoski trące, frykatywne) powstają, gdy narządy mowy w czasie artykulacji tworzą dostatecznie wąską szczelinę, by powstał szum, tarcie. Brzmienie/barwę spółgłosek szczelinowych determinuje ponadto kształt i pozycja ust oraz języka. 

## Lista spółgłosek szczelinowych
- ɸ, β – spółgłoski dwuwargowe
- f, v – spółgłoski wargowo-zębowe
- θ, ð – spółgłoski zębowe lub międzyzębowe
- s, z – spółgłoski przedniojęzykowo-zębowe lub dziąsłowe
- ʂ, ʐ – spółgłoski przedniojęzykowe z retrofleksją
- ʃ, ʒ – spółgłoski przedniojęzykowo-zadziąsłowe
- ɕ, ʑ – spółgłoski dziąsłowo-podniebienne
- ç, ʝ – spółgłoski środkowojęzykowe-podniebienne
- x, ɣ – spółgłoski tylnojęzykowe-miękkopodniebienne
- χ, ʁ – spółgłoski języczkowe
- ħ, ʕ – spółgłoski gardłowe
- h, ɦ – spółgłoski krtaniowe